# Погар (Ивано-Франковская область)
Погар (укр. Погар) — село в Перегинской поселковой общине Калушского района Ивано-Франковской области Украины.
Население по переписи 2001 года составляло 9 человек. Занимает площадь 0,103 км². Почтовый индекс — 77673. Телефонный код — 03474.